# Hyllus lacertosus borneensis
Hyllus lacertosus là một phân loài nhện trong họ Salticidae.
Loài này thuộc chi Hyllus. Hyllus lacertosus borneensis được Tord Tamerlan Teodor Thorell miêu tả năm 1892.